# Seznam hradů a zámků v Rakousku
Tento soupis zahrnuje Hrady a zámky v Rakousku. Soupis je členěný podle rakouských spolkových zemí a v rámci zemí abecedně hrady a zámky.

## Burgenland

Znak spolkové země Burgenland

1. Bernstein (hrad), Bernstein im Burgenland
2. Deutsch Kaltenbrunn (zámek)
3. Deutschkreutz (zámek), Deutschkreutz
4. Donnerskirchen (zámek)
5. Draßburg (zámek), Draßburg
6. Eberau (zámek), Eberau
7. Esterházy (zámek), Eisenstadt
8. Forchtenstein (hrad), Forchtenstein
9. Gattendorf (nový zámek)
10. Gattendorf (starý zámek)
11. Großhöflein (zámek)
12. Großmutschen (zámek)
13. Güssing (hrad), Güssing
14. Güssing (zámek)
15. Halbturn (zámek), Halbturn
16. Hornstein (hrad)
17. Jeva (hrad) (Weingraben)
18. Jormannsdorf (zámek), Bad Tatzmannsdorf
19. Kittsee (nový zámek)
20. Kittsee (starý zámek Kittsee)
21. Kobersdorf (zámek), Kobersdorf
22. Kohfidisch (zámek), Kohfidisch
23. Lackenbach (zámek), Lackenbach
24. Landsee (zřícenina hradu), Markt Sankt Martin
25. Lockenhaus (hrad), Lockenhaus
26. Loipersdorf (tvrz)
27. Markt Neuhodis (tvrz)
28. Nebersdorf (zámek)
29. Neckenmarkt (hrad), Neckenmarkt
30. Neudörf (tvrz)
31. Neumarkt an der Raab (zámek)
32. Neustift bei Schlaining (zámečnictví) (Antimonischlössl)
33. Nikitsch (zámek)
34. Oberpullendorf (zámek), Oberpullendorf
35. Batthyány (zámek), Pinkafeld
36. Potzneusiedl (zámek)
37. Rechnitz (pustý zámek)
38. Rohrbrunn (zámek)
39. Rotenturm (zámek), Rotenturm an der Pinka
40. Rudersdorf (zámek)
41. Sammersdorf (tvrz)
42. Schlaining (hrad), Stadtschlaining
43. Schützen am Gebirge (lovecký zámek)
44. Siegendorf (tvrz)
45. Stegersbach (tvrz)
46. Steinbrunn (lovecký zámek)
47. Sulz im Burgenland (tvrz)
48. Tabor (zámek), Neuhaus am Klausenbach
49. Tabor (zřícenina strážní věže), Neusiedl am See
50. Unterrabnitz (tvrz)
51. Willersdorf (hrad)

## Dolní Rakousy

Znak spolkové země Dolní Rakousy

1. Aggstein (zřícenina hradu), Schönbühel-Aggsbach
2. Achleiten (zámek) u Limbachu
3. Albrechtsberg (zámek) u Kremsu
4. Albrechtsberg (zámek), Loosdorf
5. Allentsteig (zámek), Allentsteig
6. Altes Schloss / Starý zámek viz Laxenburg (zámky)
7. Altkettenhof (zámek), Schwechat
8. Altprerau (zámek)
9. Amstetten
10. Araburg (zřícenina hradu) u Kaumbergu
11. Arbesbach (zřícenina hradu), Arbesbach
12. Ardagger (zámek)
13. Arndorf (zámek) u Pöggstallu
14. Arnstein (zřícenina hradu), Maria Raisenmarkt
15. Artstetten (zámek) v Artstetten-Pöbring
16. Aspang (zámek) v Aspang-Markt
17. Asparn (hradní zámek) v Asparn an der Zaya
18. Baumgarten (zámek), Neulengbach-Olersbach
19. Bergau (zámek), Göllersdorf
20. Berghof (zámek)
21. Bisamberg (zámek), Bisamberg
22. Blauer Hof / Modrý Dvůr viz Laxenburg (zámky)
23. Bockfließ (zámek), Bockfließ
24. Braiten (zámek)
25. Braunsdorf (zámek)
26. Breitenreich (nový zámek)
27. Breitenreich (starý zámek)
28. Brunn (zámek, Bad Fischau-Brunn)
29. Brunn am Walde (zámek)
30. Buchberg (zámek)
31. Burgschleinitz (zámek)
32. Deinzendorf (zámek), Deinzendorf
33. Deutsch-Altenburg (vodní zámek)
34. Dietmanns (zámek)
35. Dobersberg (zámek)
36. Dobra (zřícenina hradu), Pölla
37. Dreherschloss viz Altkettenhof (zámek)
38. Drosendorf (zámek), Drosendorf-Zissersdorf
39. Drösiedl (zámek)
40. Droß (zámek)
41. Dürnkrut (zámek)
42. Dürnstein (hrad)
43. Dürnstein (zámek)
44. Ebendorf (zámek)
45. Ebenfurth (zámek) u Vídeňského Nového Města
46. Ebenthal (zámek)
47. Ebergassing (zámek)
48. Ebreichsdorf (zámek)
49. Eckartsau (zámek) v městysu Eckartsau
50. Edla (zámek)
51. Eggenburg (opevnění)
52. Ehrendorf (zámek)
53. Eibenstein (zřícenina hradu) u Drosendorfu
54. Eichbüchl (zámek) v Katzelsdorfu
55. Emmerberg (zřícenina hradu)
56. Engelstein (hrad)
57. Enzersdorf im Thale (zámek)
58. Enzesfeld (zámek)
59. Erla (zámek), St. Pantaleon-Erla
60. Ernegg (zámek)
61. Ernstbrunn (zámek)
62. Falkenstein (zřícenina hradu)
63. Feistritz Wechsel (zámek)
64. Felling (zámek)
65. Fels am Wagram (zámek)
66. Fischau (zámek), Bad Fischau-Brunn
67. Franzensburg (vodní hrad) v Laxenburgu
68. Freundorf (zámek)
69. Freydegg (zámek)
70. Fridau (zámek)
71. Frohsdorf (zámek) v Lanzenkirchen
72. Fronsburg (zámek) ve Fronsburgu
73. Fünfkirchen (zámek), Drasenhofen
74. Gaaden (zámek)
75. Gainfarn (zámek) v Bad Vöslau
76. Gänserndorf (zámek)
77. Gars (zřícenina hradu)
78. Gerasdorf am Steinfeld (zámek)
79. Gilgenberg (zámek)
80. Glaswein (zámek)
81. Gleiß (zřícenina hradu) v Sonntagberu
82. Gloggnitz (zámek) v městě Gloggnitz
83. Gmünd (zámek)
84. Gneixendorf (zámek)
85. Gobelsburg (zámek)
86. Goldburg (zřícenina zámku) v Murstetten
87. Goldegg (zámek)
88. Göllersdorf (zámek), Göllersdorf
89. Göpfritz an der Wild (zámek)
90. Gozzoburg (městský hrad) v Kremsu
91. Grabenhof (hrad)
92. Grafenegg (zámek) jižně od obce Grafenegg
93. Grafenweiden (zřícenina hradu)
94. Greifenstein (hrad), (St. Andrä-Wördern-Greifenstein)
95. Greillenstein (zámek) u Röhrenbachu
96. Grimmenstein (zřícenina hradu)
97. Groß (zámek)
98. Grossau (zámek) v Raabs an der Thaya
99. Großenzersdorf (opevnění)
100. Großgerungs (zámek)
101. Großpertholz (zámek)
102. Großrußbach (zámek)
103. Groß-Schweinbarth (zámek) v Groß-Schweinbarthu
104. Groß-Siegharts (zámek)
105. Großtaxen (zámek)
106. Grub (hrad) u Irnfritz-Messern
107. Grünau (zámek), Windischsteig
108. Grünbühel (zámek)
109. Gumpoldskirchen (zámek řádu německých rytířů), Gumpoldskirchen
110. Guntersdorf (zámek)
111. Gurhof (zámek)
112. Gutenbrunn (zámek)
113. Gutenstein (zřícenina hradu) v Gutensteinu
114. Hadersfeld (zámek)
115. Hagenberg (zámek)
116. Haindorf (zámek)
117. Hainstetten (zámek)
118. Hanselburg, umělá zřícenina, Fallbach
119. Hardegg (hrad), Hardegg
120. Harmannsdorf (zámek)
121. Harras (zámek)
122. Hartenstein (hrad), Weinzierl am Walde
123. Hausenbach (hrad)
124. Hauskirchen (zámek)
125. Heidenreichstein (hrad) v Heidenreichsteinu
126. Heiligenkreuz (zámek)
127. Heimenburg (hrad), Hainburg an der Donau
128. Hernstein (zámek)
129. Hernstein (zřícenina hradu)
130. Hintersdorf (zámek)
131. Hirschbach (zámek)
132. Hof (zámek), Engelhartstetten
133. Hohenberg (zřícenina hradu), Hohenberg
134. Hohenegg (zřícenina hradu)
135. Hohenstein (zřícenina hradu)
136. Hochwolkersdorf (zámek)
137. Hollenburg (zřícenina hradu)
138. Hollenburg (zámek), Krems an der Donau
139. Horn (zámek)
140. Hoyos (zámek)
141. Hubertendorf (zámek)
142. Hubertus (zámek)
143. Idolsberg (zámek)
144. Illmau (zámek)
145. Imbach (zřícenina hradu)
146. Jaidhof (zámek)
147. Jedenspeigen (zámek)
148. Jeutendorf (zámek)
149. Johannstein (zřícenina hradu), Hinterbrühl
150. Judenau (zámek)
151. Juliusburg (zámek), Stetteldorf am Wagram
152. Kaja (zřícenina hradu), Hardegg
153. Kälberhart (zámek)
154. Kammerstein (zřícenina hradu), Perchtoldsdorf
155. Karlsbach (zámek)
156. Karlslust (zámek), Niederfladnitz
157. Karlstein (hrad) viz Karlstein (zámek)
158. Karlstein (zámek), Karlstein an der Thaya
159. Karlstetten (zámek)
160. Karnabrunn (zámek)
161. Kattau (zámek)
162. Katzelsdorf (zámek), Katzelsdorf
163. Kirchberg am Walde (zámek), Kirchberg am Walde
164. Kirchberg an der Pielach (zámek)
165. Kirchberg an der Wild (zámek)
166. Kirchschlag (zřícenina hradu)
167. Kirchstetten (zámek) v Neudorf bei Staatz
168. Kollmitz (zřícenina hradu), Raabs an der Thaya
169. Kronsegg (zřícenina hradu),
170. Kottingbrunn (vodní zámek), Kottingbrunn
171. Kranichberg (hrad), Kirchberg am Wechsel
172. Kreisbach (zámek), St. Pölten
173. Kreuzenstein (hrad) u Leobendorfu
174. Laa (hrad), Laa an der Thaya
175. Ladendorf (zámek)
176. Laxenburg (zámky) v Laxenburgu
177. Leesdorf (zámek), Baden
178. Leiben (zámek) v Leiben
179. Lehenhof (zámek)
180. Lichtenfels (zřícenina hradu) (Ottenstein)
181. Liechtenstein (hrad)
182. Linsberg (zámek)
183. Loosdorf (zámek) v obci Fallbach
184. Losenheim (zřícenina hradu) u Puchberg am Schneebergu
185. Ludwigstorff (zámek), Guntersdorf
186. Mailberg (zámek)
187. Maissau (hrad) v Maissau
188. Marchegg (zámek) v Marcheggu
189. Matzen (zámek), Matzen
190. Mayerling (zámek) v Mayerling (část Allandu)
191. Merkenstein (zámek) v Bad Vöslau, katastrální území Großau
192. Merkenstein (zřícenina) v Bad Vöslau, katastrální území Großau
193. Michelstetten (zřícenina zámku)
194. Mödling (zřícenina hradu), Mödling
195. Modrý Dvůr / Blauer Hof viz Laxenburg (zámky)
196. Mollenburg (zřícenina hradu) u Weiten
197. Neudegg (zřícenina) u Pulkau
198. Neuneck viz Neudegg (zřícenina)
199. Neulengbach (hrad), Neulengbach
200. Niederfladnitz (zámek) ve Hardeggu-Niederfladnitz
201. Niederleis (vodní zámek), Niederleis
202. Niedernondorf (zámek)
203. Niederweiden (zámek) v Engelhartstettenu
204. Nonneck viz Neudegg (zřícenina)
205. Obermixnitz (zámek)
206. Oberranna (hrad), Spitz
207. Ochsenburg (zámek), St. Pölten - Ochsenburg
208. Orth (zámek) v Orth an der Donau
209. Ottenstein (hrad) nad Stausee Ottenstein
210. Ottenstein (zámek)
211. Peigarten (zámek) v Thaya (Dolní Rakousy)
212. Perchtoldsdorf (hrad) v Perchtoldsdorfu
213. Persenbeug (zámek) v Persenbeug-Gottsdorf
214. Petronell (zámek) v Petronell-Carnuntum
215. Petzenkirchen (zámek)
216. Pitten (zámek)
217. Plankenstein (hrad) v "Plankensteinu"
218. Pöggstall (zámek) v Pöggstallu
219. Pöchlarn (zámek)
220. Pottenbrunn (zámek) v Pottenbrunnu, městské části Sankt Pölten
221. Pottendorf (zámek), Pottendorf
222. Pottschach (zámek)
223. Prugg (zámek) v Brucku an der Leitha
224. Puchberg (zřícenina hradu), Puchberg am Schneeberg
225. Purgstall (zámek)
226. Purkersdorf (zámek), Purkersdorf
227. Raabs an der Thaya (hrad), Raabs an der Thaya
228. Rabenstein (zřícenina hradu), Rabenstein
229. Raipoltenbach (zřícenina), Neulengbach
230. Rappottenstein (hrad)
231. Rauheneck (zřícenina hradu), Baden
232. Rauhenstein (zřícenina hradu)
233. Reinsberg (hrad)
234. Ried (zřícenina hradu)
235. Riegersburg (zámek)
236. Rogendorf (zámek) viz Pöggstall (zámek)
237. Roggendorf (zámek) viz Pöggstall (zámek)
238. Rohrau (zámek)
239. Rosenau (zámek)
240. Rosenburg (zámek), Rosenburg-Mold
241. Rothschildů zámek (Waidhofen an der Ybbs)
242. Rundersburg (hrad), zřícenina u St. Leonhard am Hornerwald
243. Sachsengang (zámek), Groß-Enzersdorf
244. Salaberg (zámek), Haag (Dolní Rakousy)
245. Seebenstein (hrad), Seebenstein
246. Senftenberg (zřícenina hradu), Senftenberg (Rakousko)
247. Senftenegg (zámek)
248. Seisenegg (zámek)
249. Schallaburg, Schollach
250. Scharfeneck (hrad), Sankt Pölten
251. Scharfeneck (zřícenina hradu), Baden
252. Schauenstein (Pölla), Pölla
253. Scheibbs (zámek)
254. Schönau (zámek), Schönau an der Triesting
255. Schönbühel (zámek), Schönbühel-Aggsbach
256. Schrattenthal (zámek)
257. Schwarzau am Steinfelde (zámek)
258. Schwarzenau (zámek), Schwarzenau
259. Schwarzenbach (zřícenina hradu), Schwarzenbach
260. Staatz (zřícenina hradu)
261. Starhemberg (zámek)
262. Starý zámek / Altes Schloss viz Laxenburg (zámky)
263. Steinabrunn (zámek) viz Fünfkirchen (zámek)
264. Stetteldorf (zámek) viz Juliusburg (zámek)
265. Steyersberg (Zámek)
266. Stiebar (zámek), Gresten
267. Stolzenwörth (zřícenina hradu), Puchberg am Schneeberg
268. Jugendburg Streitwiesen
269. Thernberg (zřícenina hradu)
270. Thürnthal (zámek)
271. Töpper- (zámek), (Scheibbs)
272. Traismauer (zámek)
273. Traun (zámek) viz Petronell (zámek)
274. Tursenstein (pustý zámek), (Stein am Kamp), Altenburg
275. Batthyány (zámek), Trautmannsdorf an der Leitha
276. Ulmerfeld (zámek) u Amstettenu
277. Viehofen (zámek), St. Pölten - Viehofen
278. Vöslau (zámek), Bad Vöslau
279. Wasserburg (zámek), St. Pölten - Pottenbrunn
280. Weikersdorf (zámek), Baden
281. Weikertschlag (zámek), Weikertschlag an der Thaya
282. Weilburg (zámek), v Badenu, již neexistuje
283. Weinzierl (zámek)
284. Weitra (zámek)
285. Weißenburg (hrad), Frankenfels-Weißenburg
286. Wetzdorf (zámek), v Kleinwetzdorfu, městys Heldenberg
287. Wetzlas (zámek) viz Pölla
288. Wiener Neustadt (hrad)
289. Wieselburg (zámek)
290. Wildegg (hrad)
291. Wilfersdorf (zámek)
292. Wolfsberg (zámek), Angern
293. Wolfstein (zřícenina hradu), Schönbühel-Aggsbach
294. Wolkersdorf (zámek)
295. Zeillern (zámek)
296. Zelking

## Horní Rakousy

Znak spolkové země Horní Rakousy

1. Achleiten (zámek, Kematen), Kematen an der Krems
2. Aigen (zámek), Atzbach
3. Aigenegg (zámek), Thalheim bei Wels
4. Aich (zámek), Bad Zell
5. Aichberg (zámek), Waldkirchen am Wesen
6. Aichet (zámek), Steyr
7. Ainwalding (zámek), Vöcklabruck
8. Almegg (zámek), Bad Wimsbach-Neydharting
9. Altenhof (zámek), Pfarrkirchen
10. Altpernstein (hrad), Kirchdorf
11. Arbing (zámek), Arbing
12. Aschach (zámek), Aschach an der Donau
13. Au an der Traun (zámek), Roitham
14. Aubach (zámek), Grünau im Almtal
15. Auhof (zámek), Linec
16. Auhof (zámek), Perg
17. Auhof (zámek), Eferding
18. Aurolzmünster (zámek), Ried im Innkreis
19. Aussenstein (zámek), Baumgartenberg
20. Berg bei Rohrbach (zámek), Berg bei Rohrbach
21. Bergham (zámek), Leonding
22. Bergheim (zámek) Feldkirchen
23. Bergschlössl, Linec
24. Bernau (zámek), Fischlham
25. Blankenburg (hrad), Neufelden
26. Bogenhofen (zámek), Sankt Peter am Hart
27. Breitenbruck (zámek), Katsdorf
28. Bruck (zámek), Peuerbach
29. Brunnwald (zámek), Bad Leonfelden
30. Clam (hrad), Klam
31. Cumberland (zámek), Gmunden
32. Dachsberg (zámek), Prambachkirchen
33. Dietach (zámek), Schleißheim
34. Dornach (zřícenina hradu), Lasberg
35. Dornach (zámek), Perg
36. Ebelsberg (zámek) Ebelsberg
37. Ebenzweier (zámek) Altmünster
38. Egerer (zámek), Weyer
39. Eggenberg (zámek), Vorchdorf
40. Engelhof (zámek), Steyr
41. Engelsegg (zámek), Steyr
42. Ennsegg (zámek), Enns
43. Erlach (zámek), Neumarkt im Hausruckkreis
44. Eschelberg (zámek), Sankt Gotthard im Mühlkreis
45. Etzelsdorf (zámek), Pichl bei Wels
46. Falkenstein an der Ranna (zřícenina hradu), Hofkirchen im Mühlkreis
47. Feldegg (zámek), Pram
48. Feyregg (zámek), Bad Hall
49. Forstern (zámek), St. Georgen
50. Frauenstein (zámek v Horních Rakousích), Braunau am Inn
51. Freiling (vodní zámek), Oftering
52. Frein (zámek), Frankenburg
53. Freistadt (zámek), Freistadt
54. Fuchsenhof (zámek), Freistadt
55. Gallspach (vodní zámek), Gallspach
56. Gneisenau (zámek), Kleinzell
57. Götzendorf (zámek), Oepping
58. Greinburg (zámek), Grein
59. Greisingberg (hradní stáje), Tragwein
60. Grossschögern (zámek), Andorf
61. Grünau (zámek), Ried in der Riedmark
62. Gschwendt (zámek), Neuhofen an der Krems
63. Habichrigl (zámek), Bad Zell
64. Hackledt, Eggerding
65. Hagenau (zámek), Braunau am Inn
66. Hagenberg (zámek), Hagenberg
67. Haichenbach (zřícenina hradu), Hofkirchen im Mühlkreis
68. Haiding (vodní zámek), Krenglbach
69. Hammeries (zámek), Laussa
70. Hartheim (zámek), Alkoven
71. Haus (zámek), Wartberg ob der Aist
72. Helfenberg (zámek), Helfenberg
73. Hinterndobl (zámek), Dorf an der Pram
74. Hochhaus (zámek), Vorchdorf
75. Hochscharten (zámek), Waizenkirchen
76. Hohenbrunn (zámek), Sankt Florian
77. Hueb (zámek), Mettmach
78. Hueb (vodní zámek), Eggendorf
79. Innersee (zámek), Rottenbach
80. Innerstein (zámek), Münzbach
81. Irnharting (zámek), Gunskirchen
82. Kaiservilla, Bad Ischl
83. Kammer (zámek), Attersee
84. Katzenbach (zámek), Atzbach
85. Katzenberg (zámek), Obernberg am Inn
86. Klammhof (zřícenina hradu), Alberndorf in der Riedmark
87. Klaus (zámek), Klaus an der Pyhrnbahn
88. Klingenberg (zřícenina hradu), Sankt Thomas am Blassenstein
89. Kogl (zámek), Attergau
90. Kogl (zámek), Ennstal
91. Königstein (zřícenina hradu), Freinberg
92. Krempelstein (hrad), Engelhartszell
93. Kremsegg (zámek), Kremsmünster
94. Kreuzen (hrad), Bad Kreuzen
95. Kronest (zřícenina hradu), Neumarkt im Mühlkreis
96. Lamberg (zámek), Steyr
97. Langenstein (zřícenina hradu), Langenstein
98. Leombach (zřícenina zámku), Wels
99. Leonstein (zámek), Grünburg
100. Lichtenau (zámek), Haslach
101. Lichtenegg (vodní zámek), Wels
102. Lichtenhag (zřícenina hradu), Gramastetten
103. Lindach (zámek), Roitham
104. Linecký zámek, Linec
105. Linz (zemský dům), Linec
106. Linz (pevnost), Linec
107. Litzlberg (zámek) Attersee
108. Lobenstein (zřícenina hradu) Oberneukirchen
109. Losenstein (hrad), Losenstein
110. Losensteinleiten (zámek), Wolfern
111. Luftenberg (zámek), Luftenberg
112. Mamling (zámek), Mining
113. Marbach (zámek), Ried
114. Mramorový zámek, Bad Ischl
115. Marsbach (zámek), Hofkirchen im Mühlkreis
116. Mattighofen (zámek), Mattighofen
117. Mauernberg (hradiště) Altheim
118. Mistelbach (zámek), Buchkirchen
119. Mitterberg (zřícenina hradu), Perg
120. Möstling (zřícenina hradu), Neumarkt im Mühlkreis
121. Morau (zřícenina hradu), Sankt Oswald bei Haslach
122. Mühldorf (zámek), Feldkirchen bei Walding
123. Mühlgrub (zámek), Bad Hall
124. Mühlwang (zámek), Gmunden
125. Neuhaus an der Donau (zámek), Sankt Martin im Mühlkreis
126. Neuhaus (zámek), Geinberg
127. Neupernstein (zámek), Kirchdorf
128. Neuwartenburg (zámek), Timelkam
129. Niederwesen (zámek), Wesenufer
130. Obernberg (hrad) Obernberg am Inn
131. Oberwallsee (zřícenina hradu), Feldkirchen bei Walding
132. Oberweis (zámek), Laakirchen
133. Ort (zámek), Traunsee
134. Ottensheim (zámek), Ottensheim
135. Partenstein (zámek) Kirchberg ob der Donau
136. Parz (zámek), Grieskirchen
137. Pernau (zámek), Wels
138. Pesenbach (zámek), Feldkirchen an der Donau
139. Pettenbach (zámek), Almtal
140. Peuerbach (zámek), Peuerbach
141. Pfaffstätt (zámek), Pfaffstätt
142. Piberstein, (hrad), Ahorn
143. Polheim (zámek), Wels
144. Poneggen (zámek), Schwertberg
145. Pragstein (zámek), Mauthausen
146. Pragtal (zámek), Windhaag bei Perg
147. Prandegg (zřícenina hradu), Prandegg
148. Puchberg (zámek), Wels
149. Puchenau (zámek), Puchenau
150. Puchheim (zámek), Attnang-Puchheim
151. Pürnstein (hrad), Neufelden
152. Raab (zámek), Riedau
153. Rannariedl (zámek), Neustift im Mühlkreis
154. Ranshofen (zámek), Braunau am Inn
155. Reichenau (zřícenina hradu), Reichenau im Mühlkreis
156. Reichenstein (hrad), Pregarten
157. Reinleiten (zámek), Grieskirchen
158. Riedegg (zámek), Gallneukirchen
159. Riegerding (zámek), Mehrnbach
160. Roith (zámek), Traunsee
161. Rosenegg (zámek), Steyr
162. Rosenhof (zámek), Sandl
163. Rotenfels (zřícenina hradu), Herzogsdorf
164. Rottenegg (zřícenina hradu), Sankt Gotthard im Mühlkreis
165. Rufling (zámek), Leonding
166. Ruttenstein (zřícenina hradu), Pierbach
167. Sank. Martin (zámek), Straßgang-Grazer)
168. Sankt Veit (zámek), Sankt Veit im Mühlkreis
169. Saxenegg (zřícenina hradu), Sankt Thomas am Blasenstein
170. Säbnich (zřícenina hradu), Sankt Nikola an der Donau
171. Schalchen (zámek), Schalchen
172. Schallenburg (hrad), Kleinzell
173. Scharnstein (zřícenina hradu), Scharnstein
174. Scharnstein (zámek), Scharnstein
175. Neu-Scharnstein (zámek), Scharnstein
176. Schaunberg (zřícenina hradu), Hartkirchen
177. Schieferegg (zámek), Kronsdorf
178. Schlüßlberg (zámek), Grieskirchen
179. Schörgern (zámek) Andorf
180. Schmiding (zámek), Krenglbach
181. Schöndorf (zámek), Vöcklabruck
182. Schwertberg (zámek), Schwertberg
183. Seisenburg (zřícenina hradu), Pettenbach
184. Selling (zámek), Attergau
185. Sierning (zámek) Sierning
186. Sigharting (zámek), Sigharting
187. Spielberg (zřícenina hradu), Langenstein
188. Spitzenberg (zámek), Mauerkirchen
189. Sprinzenstein (zámek), Sarleinsbach
190. Starhemberg (zámek), Haag am Hausruck
191. Starhemberg (zámek), Eferding
192. Stauff (hrad), Haibach ob der Donau
193. Stauff (zámek), Frankenmarkt
194. Steinerberg (zřícenina hradu), Altenfelden
195. Steinbach (zřícenina hradu), Niederwaldkirchen
196. Steinbach (hradisko), Sankt Georgen bei Grieskirchen
197. Steinhaus (zámek), Wels
198. Steyregg (zámek), Steyregg
199. Sunzing (zámek), Mining
200. Tannbach (zámek), Gutau
201. Tannberg (zřícenina hradu), Hörbich bei Sarleinsbach
202. Teichstätt (zámek), (Innviertel)
203. Theuerwang (zámek), Vorchdorf
204. Tillysburg (vodní zámek), Sankt Florian
205. Tollet (zámek), (Grieskirchen
206. Trattenegg (hrad), Schlüsselberg
207. Traun (zámek), Traun
208. Traunegg (zámek), Thalheim bei Wels
209. Traunsee (zámek), Gmunden
210. Unterach (zámek), Unterach am Attersee
211. Velden (zámek), Neufelden
212. Vichtenstein (hrad), Vichtenstein
213. Voglsang (zámek), Steyr
214. Voglsang (zámek), Ennstal
215. Wagrain (zámek), Vöcklabruck
216. Waikhartsberg (zámek), Waizenkirchen
217. Walchen (zámek), Sankt Georgen im Attergau
218. Waldenfels (zámek), Reichenthal
219. Walkering (zámek), Vöcklabruck
220. Wanghausen (zámek), Hochburg-Ach
221. Alt Wartenburg (zámek), Vöcklabruck
222. Neu Wartenburg (zámek), Vöcklabruck
223. Waxenberg (zřícenina hradu), Oberneukirchen
224. Waxenberg (zámek), Oberneukirchen
225. Weidenholz (zámek), Waizenkirchen
226. Weinberg (zámek), Kefermarkt
227. Weitersdorf (zámek), Eggendorf
228. Wels (hrad), Wels
229. Wernstein (hrad), Wernstein am Inn
230. Wesen (zřícenina hradu), Wesenufer
231. Weyer (zámek), Gmunden
232. Weyer (zámek), Kematen an der Krems
233. Weyregg (zámek), Attersee
234. Wildberg (zámek), Kirchschlag bei Linz
235. Wildeneck (zřícenina hradu), Rabenschwand
236. Wildenstein (hrad), Bad Ischl
237. Wimsbach (zámek), Bad Wimsbach-Neydharting
238. Windegg (zřícenina hradu), Schwertberg
239. Windern (zámek), Traunfall
240. Windhaag (zřícenina hradu), Perg
241. Wolfsegg (zámek), Ottnang
242. Würting (zámek), Offenhausen
243. Zarghof (zámek), Haslach
244. Zell (zámek), Zell an der Pram
245. Zellhof (zámek), Bad Zell
246. Zöch (zřícenina hradu), Altenberg
247. Zwickledt (zámek), Wernstein am Inn

## Korutany
1. Aichelberg (zřícenina hradu)

Znak spolkové země Korutany

2. Aichelburg (zřícenina hradu), Sankt Stefan im Gailtal
3. Albeck (zámek)
4. Altgrafenstein (hrad)
5. Arnoldstein (zřícenina hradu), Arnoldstein
6. Arnulfsfeste (zřícenina hradu)
7. Bayerhofen (zámek)
8. Biberstein (zámek), (Piberstein), Himmelberg
9. Bleiburg (zámek)
10. Carlsberg (zámek)
11. Dietrichstein (hrad)
12. Ebenthal (zámek)
13. Eberstein (zámek)
14. Falkenstein (zřícenina hradu Oberfalkenstein), (Obervellach)
15. Falkenstein (zřícenina hradu Unterfalkenstein), (Obervellach)
16. Farbenstein (zřícenina hradu) nad obcí Heiligenblut
17. Federaun (zřícenina hradu)
18. Feldsberg (zřícenina hradu)
19. Finkenstein (zřícenina hradu)
20. Flaschberg (zřícenina hradu)
21. Frauenstein (zámek v Korutanech)
22. Freiberg (hrad)
23. Geyersberg (hrad), Friesach
24. Glanegg (zřícenina hradu)
25. Gmünd (zřícenina hradu)
26. Goldenstein (zřícenina hradu)
27. Zřícenina hradu Gomarn
28. Gradenegg (zřícenina hradu)
29. Grades (zámek)
30. Grafenstein (hrad) = Altgrafenstein (hrad)
31. Greifenfels (zřícenina hradu)
32. Griffen (zřícenina hradu)
33. Groppenstein (zřícenina hradu)
34. Grünburg (zřícenina hradu), Gitschtal
35. Grünburg (zřícenina hradu), Malý Sankt Paul
36. Gurnitz (zřícenina hradu)
37. Hallegg (zámek)
38. Harbach (zámek)
39. Hardegg (zřícenina hradu)
40. Hornburg (zřícenina hradu), Malý Sankt Paul
41. Hartneidstein (zřícenina hradu)
42. Heunburg, Haimburg
43. Himmelberg (zřícenina hradu)
44. Hochkraig (zřícenina hradu), Frauenstein
45. Hochosterwitz (hrad)
46. Hochwart (zřícenina hradu)
47. Hohenburg (zřícenina hradu), (Pusarnitz)
48. Hohenstein (zámek)
49. Hohenwart (zřícenina hradu)
50. Hollenburg (hrad/zámek)
51. Hrad Karlsberg, Liebenfels
52. Khünburg (zřícenina hradu)
53. Kollegg (hrad)
54. Krastowitz (zámek)
55. Landskron (zřícenina hradu)
56. Lavant (zřícenina hradu), Friesach
57. Leobenegg (zřícenina hradu)
58. Leonstein (zřícenina hradu)
59. Leonstain (zámek)
60. Liebenfels (zřícenina hradu)
61. Liemberg (zřícenina hradu)
62. Mageregg (zámek)
63. Mannsberg (hrad)
64. Maria-Loretto (zámek)
65. Meiselberg (zámek)
66. Neudenstein (zámek)
67. Neuhaus (zámek)
68. Niederkraig (zřícenina hradu), Frauenstein
69. Nussberg (zřícenina hradu), Frauenstein
70. Ortenburg (zřícenina)
71. Painburg (zřícenina hradu), Bad Sankt Leonhard im Lavanttal
72. Petersberg (zřícenina hradu)
73. Pitzelstätten (zámek)
74. Pöckstein (zámek)
75. Porcia (zámek)
76. Prägrad (zřícenina hradu)
77. Rabenstein (zřícenina hradu)
78. Ras (zřícenina hradu)
79. Rauchenkatsch (zřícenina hradu)
80. Rauterburg (zřícenina hradu)
81. Rechberg (zřícenina hradu)
82. Reifnitz (zámek)
83. Reinegg (zřícenina hradu)
84. Reisberg (zřícenina hradu Reisberg)
85. Rosegg (zámek)
86. Rosenbichl (zámek), Liebenfels
87. Rosenegg (zámek), Ebenthal
88. Rothenthurn (zřícenina hradu)
89. Rottenstein (zřícenina hradu)
90. Rottenstein (zámek)
91. Sankt Georgen am Sandhof (zámek)
92. Schaumburg (zřícenina hradu)
93. Zámok Seltenheim
94. Silberberg (zřícenina hradu)
95. Sommeregg (hrad)
96. Sonegg (zřícenina hradu)
97. Stein (Stein), Dellach im Drautal
98. Stein (zřícenina hradu), Sankt Georgen im Lavanttal
99. Sternberg (zřícenina hradu), Wernberg
100. Steuerberg (zřícenina hradu)
101. Straßburg (zámek)
102. Straßfried (zřícenina hradu)
103. Taggenbrunn (zřícenina hradu)
104. Tanzenberg (zámek)
105. Tentschach (zámek)
106. Treffen (zřícenina hradu)
107. Trixen (hrady Nieder-, Ober-, Mittertrixen), Trixen
108. Twimberg (zřícenina hradu)
109. Velden (zámek)
110. Waisenberg (zřícenina hradu)
111. Waldenstein (zámek)
112. Weidenburg (zřícenina hradu)
113. Weißenegg (zřícenina hradu), Ruden
114. Welzenegg (zámek)
115. Wernberg (klášter)
116. Wildenstein (hrad), Gallizien
117. Wolfsberg (zámek)
118. Wullroß (zřícenina hradu)
119. Zigguln (zámek)

## Salcbursko
1. Aigen (zámek), Salcburk
2. Zámek Anif, (Salcburk)
3. Arenberg (zámek), (Salcburk)
4. Badeschloss (zámek), Badgastein
5. Blünbach (zámek), Werfen
6. Blumenstein (zámek), (Salcburk)
7. Böckstein (zámek), Bad Gastein
8. Brennhof, (Werfen)
9. Dorfheim (zámek), Saalfelden

Znak spolkové země Salcburska

10. Edenvest (zřícenina hradu), Tamsweg
11. Edmundsburg, (Salcburk)
12. Einödlberg (zámek), Mittersill
13. Elsenheim (zámek), (Salcburk)
14. Emsburg (zámek), (Salcburk)
15. Emslieb (zámek), (Salcburk)
16. Farmach (zámek), (Saalfelden)
17. Finstergrün (hrad), Ramingstein
18. Fischhorn (zámek), (Bruck an der Großglocknerstraße)
19. Flederbachschlössl (zámek), Salcburk
20. Freisaal (zámek), (Salcburk)
21. Friedburg (zřícenina hradu), Neukirchen am Großvenediger
22. Fronburg (zámek), Salcburk
23. Fuschl (zámek), Fuschl am See
24. Fürberg (zámek), Salcburk
25. Gartenau (zámek), Grödig
26. Glanegg (zámek), (Grödig)
27. Goldegg (zámek), Goldegg
28. Goldenstein (zámek), Elsbethen
29. Golling (hrad), Golling
30. Gutrat (zřícenina hradu), (Guetrat), Hallein
31. Haunsperg (zámek), Oberalm
32. Hellbrunn (zámek), (Salcburk)
33. Herrnau (zámek), (Christanihof), (Salcburk)
34. Heuberg (zámek), (Bruck an der Glocknerstraße)
35. Hieburg (zřícenina hradu), (Rosantal), (Neukirchen am Großvenediger)
36. Hochneukirchen (zámek), (Neukirchen am Großvenediger)
37. Hohensalzburg (pevnost), (Salcburk)
38. Hohenwerfen (hrad), Werfen
39. Höch (zámek), Flachau
40. Hüttenstein (zámek), St. Gilgen
41. Johannesschlössl (zámek) (Pallottinerschlössl), (Salcburk)
42. Kalsperg (zámek), Oberalm
43. Kammer (zámek), Maishofen
44. Kaprun (hrad), Kaprun
45. Kasten (věž), Bischofshofen
46. Klammstein (zřícenina hradu), Dorfgastein
47. Klausegg (zřícenina hradu), (Seetal bei Tamsweg)
48. Klessheim (zámek), (Wals-Siezenheim)
49. Kuenburg (zámek), (Tamsweg)
50. Labach (zámek) (Lambach, Labenbach), Stuhlfelden
51. Lasseregg (zámek), Anif
52. Leopoldskron (vodní zámek), (Salcburk)
53. Lerchen (zámek), Radstadt
54. Lichtenau (zámek), (Stuhlfelden)
55. Lichtenberg (zámek), (Saalfelden)
56. Lichtentann (zřícenina hradu), Henndorf
57. Marketenderschlössl (zámek), (Salcburk)
58. Mattsee (zámek), Mattsee
59. Mauer (zámek), Radstadt
60. Mauterndorf (hrad), Mauterndorf
61. Mirabell (zámek), (Salcburk)
62. Mittersill (zámek), Mittersill
63. Montfort (zámek), (Salcburk)
64. Moosham (zámek), Unternberg im Lungau
65. Mönchstein (zámek), (Salcbur)
66. Neudegg (zámek), (Salcburk)
67. Neuhaus (zámek), (Salcburk)
68. Niederrain (zámek), Mariapfarr
69. Oberrain (zámek), Unken bei Lofer
70. Orth
71. Pfongau (zámek), Neumarkt am Wallersee
72. Plainburg (zřícenina hradu), Großgmain
73. Prielau (zámek), Maishofen
74. Puchstein (zámek), Puch bei Hallein
75. Radegg (zámek), (Zřícenina), Bergheim
76. Rauchenbichlerhof, (Salcburk)
77. Residenz (palác), (Salcburk)
78. Ritzen (zámek), (Ritzen bei Saalfelden)
79. Rif (zámek), Oberalm
80. Robinighof, (Salcburk)
81. Rosenberg (zámek), Zell am See
82. Lasserhof (Rupertihof, Gwandhaus), (Salcburk)
83. Saalegg (zřícenina hradu), Sankt Martin bei Lofer
84. Saalhof (zámek), (Maishofen)
85. Sankt Jakob am Thurn (hradební věž), (Puch)
86. Schernberg (zámek), Schwarzach
87. Seeburg (zámek), Seekirchen
88. Sighartstein (zámek), (Neumarkt am Wallersee)
89. Söllheim (zámek), Hallwang
90. Stieger (zámek)l, Maishofen
91. Tandalier (zámek), (Radstadt)
92. Taxenbach (zřícenina hradu), (Taxenbach)
93. Thurnhof (zámek), (Flachau)
94. Ursprung (zámek), Elixhausen
95. Urstein (zámek), (Puch bei Hallein)
96. Wartenfels (zřícenina hradu), (Thalgau)
97. Weitmoser (zámek), (Bad Hofgastein)
98. Weitwörth (zámek), Nussdorf am Haunsberg
99. Weyer (zřícenina hradu), Bramberg
100. Wiespach (zámek), Oberalm bei Hallein

## Štýrsko

Znak spolkové země Štýrska

1. Alt-Kainach (zámek), (Kleinkainach)
2. Alt-Teuffenbach (hrad), Teufenbach
3. Altschielleiten (zřícenina hradu), (Stubenberg)
4. Baiersdorf (hrad)
5. Bertholdstein (zámek)
6. Deutschlandsberg (hrad), (Deutschlandsberg
7. Dürnstein (zřícenina hradu), Dürnstein in der Steiermark
8. Eggenberg (zámek), Graz
9. Ehrenfels (hrad), Kammern im Liesingtal
10. Ehrenfels (hrad), Sankt Radegund bei Graz
11. Ehrenhausen (zámek), Ehrenhausen
12. Eppenstein (zřícenina hradu), (Eppenstein)
13. Erkoschlössl, Krumegg
14. Feistritz (zámek), Ilz
15. Feistritz (zámek), Mürz
16. Festenburg (zámek), (Vorau)
17. Fohnsdorf (zřícenina hradu), Fohnsdorf
18. Forchtenstein (zámek), Neumarkt in Steiermark
19. Frauenburg (zřícenina hradu), Unzmarkt-Frauenburg
20. Frauental (zámek)
21. Freiberg (zámek), (Gleisdorf)
22. Frondsberg (zámek)
23. Gallenstein (hrad), (St. Gallen)
24. Gasselberg (zámek), Krottendorf-Gaisfeld
25. Gleichenberg (zámek), Bad Gleichenberg
26. Gösting (zřícenina hradu), Gösting
27. Grosssölk (zámek), Großsölk
28. Grünfels (hrad), Murau
29. Gutenberg (zámek), Gutenberg an der Raabklamm
30. Hainfeld (zámek), Leitersdorf im Raabtal
31. Hanfelden (zámek), Unterzeiring
32. Hartberg (zámek), (Hartberg)
33. Hauenstein (zřícenina hradu), Gallmannsegg
34. Henneberg (zřícenina hradu)
35. Herberstein (zámek)
36. Hohenwang (zřícenina hradu), Langenwang
37. Hollenegg (zámek), (Deutschlandsberg)
38. Kaiserau (zámek), Admont
39. Kaisersberg (hrad), Sankt Stefan ob Leoben
40. Kalsberg (zřícenina hradu)
41. Kammerstein (zřícenina hradu), Kammern im Liesingtal
42. Kapfenstein (zámek), Kapfenstein
43. Kassegg (lovecký zámek), (Großreifling)
44. Katsch (zřícenina hradu), Frojach-Katsch
45. Kindberg (zámek), Kindberg
46. Klingenstein (zámek), Vasoldsberg
47. Klingenstein (zřícenina hradu), Salla
48. Klöch (zřícenina hradu), Klöch
49. Kornberg (zámek)
50. Krems (hrad)
51. Landskron (zřícenina hradu), Bruck an der Mur
52. Laubegg (zámek), Ragnitz
53. Ligist (hrad), Ligist
54. Neu-Leonroth (zřícenina hradu), Sankt Martin am Wöllmißberg
55. Lichtenegg (zřícenina hradu), Birgland
56. Liechtenstein (hrad), Judenburg
57. Lind (hrad), Sankt Marein bei Neumarkt
58. Mürzsteg (lovecký zámek), Mürzsteg
59. Hrad Neuberg, (Hartberg)
60. Neudau (zámek), Neudau
61. Neudeck (hrad), Dürnstein in der Steiermark
62. Neuhaus (hrad), Stubenberg (Štýrsko)
63. Neuhaus (zámek), Stocking
64. Oberdorf (zámek), Mariahof
65. Oberkapfenberg (hrad), (Kapfenberg)
66. Obermayerhofen (zámek), Sebersdorf
67. Obermurau (zámek), Murau
68. Obervoitsberg (zřícenina hrad), (Voitsberg)
69. Offenburg (zřícenina hradu), Pöls
70. Pernegg (zámek), Pernegg an der Mur
71. Pernegg (zřícenina hradu), Pernegg an der Mur
72. Pflindsberg (hrad), Altaussee
73. Pfannberg (hrad), Pfannberg
74. Pikeroi (zřícenina hradu)
75. Pirkwiesen (zámek), Krumegg
76. Pux (zámek), Frojach-Katsch
77. Puxerloch / Puxer-Loch (zřícenina hradu), Frojach-Katsch, Höhlenburg
78. Raabeck (zřícenina hradu)
79. Rabenstein (zřícenina hradu), Frohnleiten
80. Riegersburg (hrad)
81. Rohr (zámek), Ragnitz
82. Röthelstein (zámek), Admont
83. Rothenfels (zámek), Oberwölz
84. Sankt Veiter (zámek)l
85. Seggau (zámek), (Seggauberg)
86. Schachenstein (zřícenina hradu), (Bruck an der Mur)
87. Schallaun (zřícenina hradu), Frojach-Katsch, Höhlenburg
88. Schielleiten (zámek), (Stubenberg )
89. Schmirnberg (zřícenina hradu), (Schloßberg)
90. Schrattenberg (zřícenina zámku), Scheifling
91. Spielberg (zámek), (Spielberg)
92. Steinschloss (zřícenina), (Mariahof)
93. Strechau (hrad), (Lassing)
94. Stubenberg (zámek), (Stubenberg am See)
95. Sturmberg (zřícenina hradu)
96. Thalberg (hrad), (Schlag bei Thalberg)
97. Thörl (zámek), (Thörl am Thörlbach)
98. Trautenfels (zámek), (Pürgg-Trautenfels)
99. Vasoldsberg (zámek), Vasoldsberg
100. Velden (zámek), Mühlen
101. Waldstein (zřícenina hradu), Deutschfeistritz
102. Waxenegg (zřícenina hradu), (Waxenegg)
103. Wieden (zámek)
104. Wildon (zřícenina hradu)
105. Wolkenstein (zřícenina hradu), Wolkenstein

## Tyrolsko

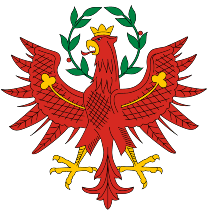
Znak spolkové země Tiroly

1. Achenfeld (zámek), Kirchdorf in Tirol
2. Ambras (zámek), (Innsbruck)
3. Berneck (hrad), (Kauns)
4. Bideneck (zámek), (Fließ)
5. Bruck (zámek), (Lienz)
6. Ehrenberg (hrad), Reutte
7. Fragenstein (hrad), Zirl
8. Freundsberg (zámek), Schwaz
9. Heinfels (hrad), (Heinfels)
10. Hofburg (zemské sídlo), (Innsbruck)
11. Hohenstaffing (zámek), (Kufstein)
12. Kropfsberg (zřícenina hradu), (St. Gertraudi im Inntal)
13. Kufstein (pevnost), (Kufstein)
14. Landeck (zámek), Landeck
15. Laudegg (zřícenina hradu), (Ladis)
16. Lebenberg (zámek), Kitzbühel
17. Lichtenwerth (hrad), Münster
18. Matzen (zámek), Brixlegg
19. Münichau (zámek)
20. Naudersberg (hrad), Nauders
21. Rabenstein (zřícenina hradu), Virgen
22. Rotholz (zámek)
23. Schrofenstein (hrad), (Stanz)
24. Sigmundslust (zámek)
25. Thierberg (zříceninina), (Kufstein)
26. Tratzberg (zámek)
27. Wagrain (zámek), Ebbs
28. Wiesberg (zámek), (Tobadill)
29. Ziegelburg

## Vorarlbersko

Znak spolkové země Vorarlbersko

1. Alt-Ems (zřícenina hradu), (Hohenems)
2. Gayenhofen (zámek), (Bludenz)
3. Hohenbregenz (zřícenina hradu), (Bregenz)
4. Hohenems (palác), (Hohenems)
5. Hofen / Neu Hofen (zámek), (Lochau)
6. Jagdberg (hrad) (Schlins)
7. Junker-Jonase zámek, (Götzis)
8. Liebfrauenbasilika (poutní kostel), (Rankweil)
9. Mittelweiherburg (vodní zámek), (Hard)
10. Neu-Ems (hrad) / Glopper (zámek), (Hohenems)
11. Neu-Montfort (zřícenina hradu), (Götzis)
12. Ramschwag (zřícenina hradu), (Nenzing)
13. Rosenegg (hrad), (Bürs)
14. Schattenburg (hrad), (Feldkirch)
15. Sigberg (zřícenina hradu), (Göfis)
16. Sonderberg (zřícenina hradu), (Götzis)
17. Sonnenberg (zřícenina hradu), (Nüziders)
18. Tosters (zřícenina hradu), (Feldkirch-Tosters)

## Vídeň

Znak spolkového hlavního města Vídně

Stávající a bývalé vídeňské paláce jsou uvedeny v Liste der Palais in Wien
1. Alterlaa (zámek), Vídeň -(Liesing)
2. Altmannsdorf (zámek), (Meidling)
3. Belvedere (zámek), (Landstraße)
4. Erlaa (zámek) = Alterlaa (zámek)
5. Essling (zámek), (Essling)
6. Geymüllerů zámeček, (Währing)
7. Hermesvilla (zámek), (Lainzer Tiergarten)
8. Hetzendorf (barokní zámek), (Meidling)
9. Hirschstetten (zámek), (Hirschstetten)
10. Hofburg, královská a císařská rezidence
11. Hofmannsthal (zámeček), (Liesing)
12. Hundsturm / Margareten (zámek), Margareten
13. Kaiserebersdorf (zámek), (Simmering)
14. Laudon / Hadersdorf (zámek), (Hadersdorf)
15. Liesing (zámek), (Liesing)
16. Marie-Theresie (zámeček)
17. Miller-von-Aichholz (lovecký zámek), (Hütteldorf)
18. Neugebäude (zámek), (Simmering)
19. Neuwaldegg (zámek), (Hernals)
20. Ober Sankt Veit (arcibiskupský zámek), Ober Sankt Veit
21. Pötzleinsdorf (zámek), (Währing)
22. Rodaun (zámek), (Liesing)
23. Schönbrunn, zámek
24. Springer (zámek), (Meidling)
25. Süßenbrunn zámek), (Donaustadt)
26. Wilhelminenberg (zámek), (Ottakring)